# Kuchingius megalopalpus
Kuchingius megalopalpus is een hooiwagen uit de familie Epedanidae.